# Třída Circé
Třída Circé je třída pobřežních minolovek francouzského námořnictva. Jsou to historicky první postavená plavidla nové kategorie minolovek sloužících k vyhledávání a likvidaci min (minehunting). Třída Circé přitom může likvidovat miny ukotvené, nebo položené na mořském dně do hloubky 60 metrů. Postaveno bylo pět jednotek třídy.
V roce 1997 byla celá třída prodána do Turecka, kde je označována jako třída Edincik nebo třída Engin. Turecko přitom mělo původně zájem o licenci na minolovky modernější třídy Tripartite, avšak na jejich stavbu nemělo dostatek financí.

## Stavba
Stavba třídy byla objednána roku 1968. Loděnice Constructions Mécaniques de Normandie (CMN) v Cherbourgu postavila pět jednotek, které byly do služby přijaty v letech 1972-1973.
Jednotky třídy Circé:
| Jméno            | Spuštěna | Vstup do služby | Status                                                       |
| ---------------- | -------- | --------------- | ------------------------------------------------------------ |
| Circé (M 715)    | 1970     | 18. května 1972 | vyřazena 1997, prodána Turecku jako Edremit (M 261), aktivní |
| Cybèle (M 712)   | 1972     | 28. září 1972   | vyřazena 1997, prodána Turecku jako Erdek (M 263), aktivní   |
| Calliope (M 713) | 1971     | 28. září 1972   | vyřazena 1997, prodána Turecku jako Edincik (M 260), aktivní |
| Clio (M 714)     | 1971     | 18. května 1972 | vyřazena 1997, prodána Turecku jako Erdemli (M 264), aktivní |
| Cérès (M 716)    | 1972     | 8. března 1973  | vyřazena 1998, prodána Turecku jako Enez (M 262), aktivní    |

## Konstrukce

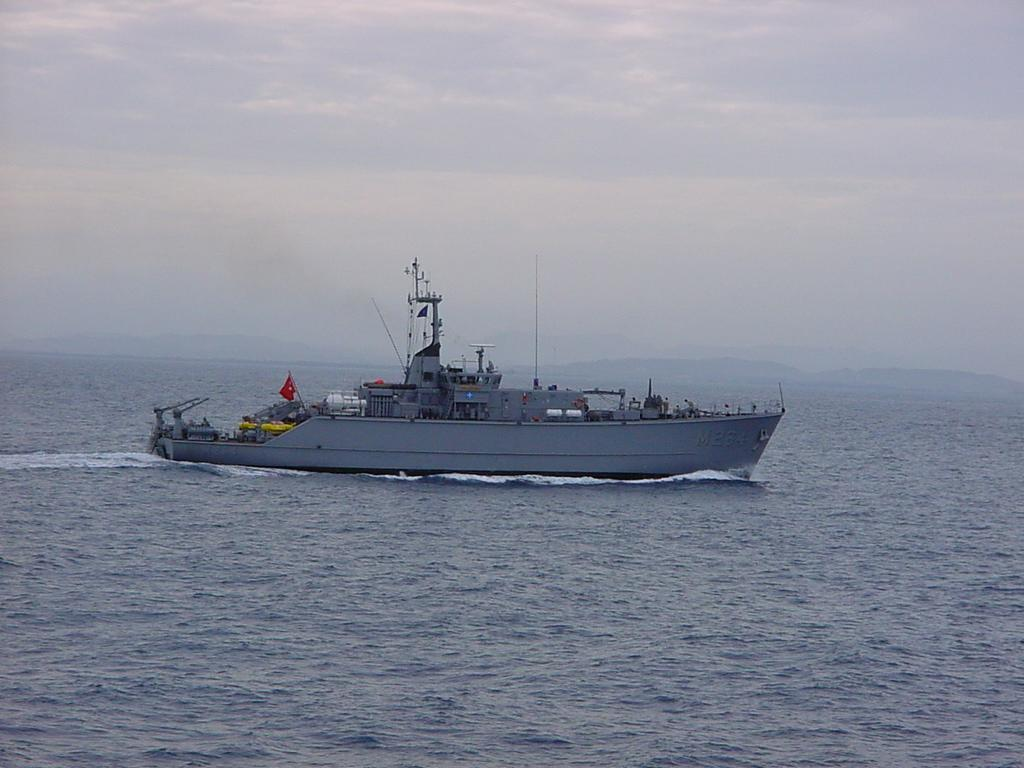
Erdemli (M 264)

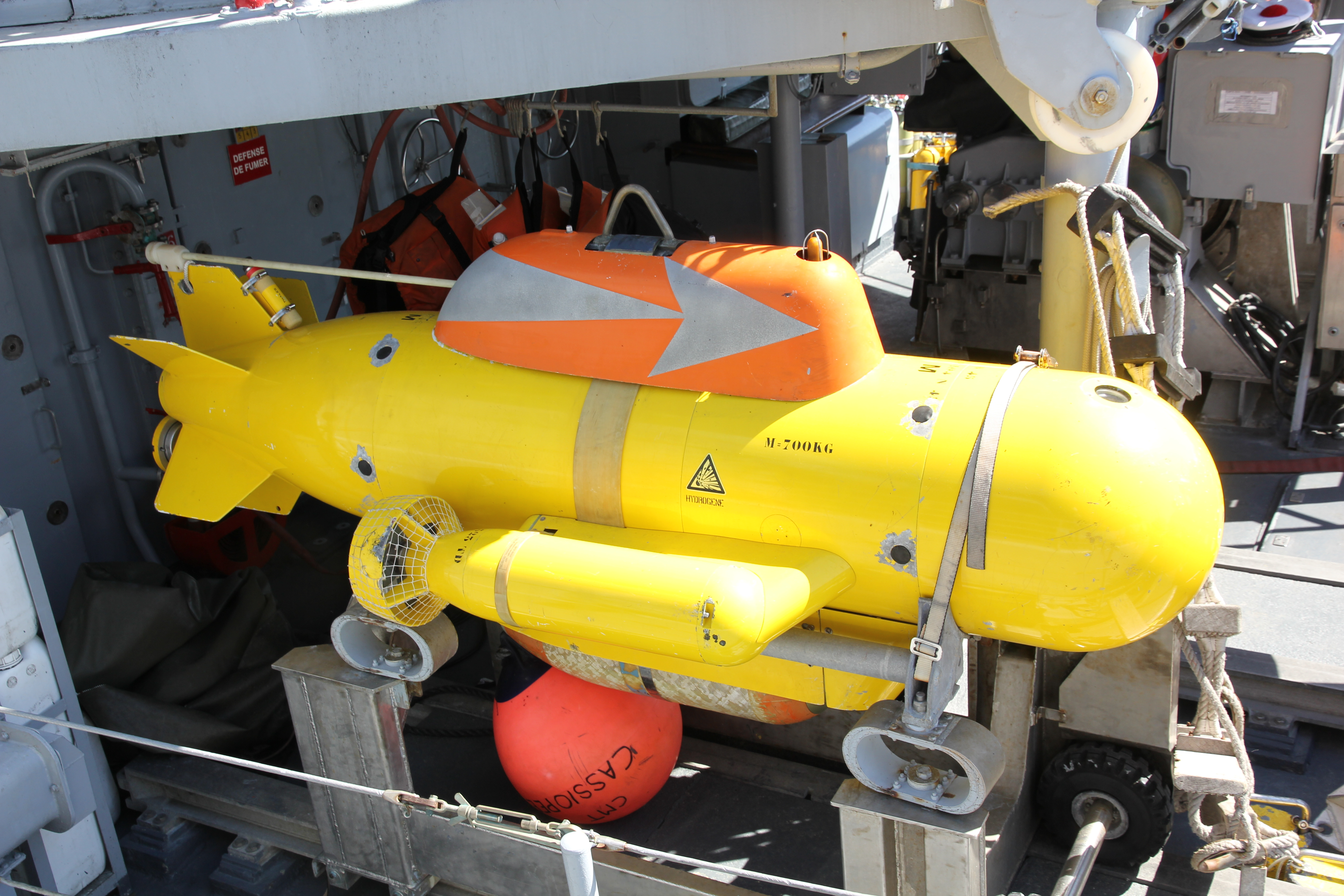
Miniponorka PAP-104 minolovky Cassiopée (M 642)

Trup plavidel má voštinovou konstrukci ze dřeva a pěnového polystyrenu vyztuženou sklolaminátem. Horní paluba a nástavby byly vyrobeny ze dřeva a polyesterové pryskyřice vyztužené skelnými vlákny. Tím byla snížena magnetická i akustická stopa plavidel. Elektroniku tvoří navigační radar Decca 1229. Plavidla byla původně vybavena sonarem DUBM 20A sloužícím k vyhledávání min. Likvidaci min provádí jednotka až šesti potápěčů, nebo dva pomocí kabelu dálkově ovládané ponorné prostředky PAP-104, které do blízkosti miny umístí nálož o hmotnosti 100 kg. Prostředek PAP-104 může pracovat v hloubce až 60 metrů a ve vzdálenosti až 500 metrů od mateřské lodě. Operace potápěčů umožňují dva gumové čluny a palubní dekompresní komora. Plavidla jsou vyzbrojena jedním 20mm kanónem.
Při běžné plavbě plavidla pohání jeden diesel, pohánějící jeden lodní šroub. Nejvyšší rychlost dosahuje 20 uzlů a dosah 3000 námořních mil při rychlosti 12 uzlů. Při lovení min plavidla využívají dvě speciální aktivní kormidla vybavená malými vrtulemi, které pohání elektromotor o výkonu 260 hp. Tento systém plavidlu umožňuje velmi tiché a přesné manévrování při rychlosti až 7 uzlů.

### Modernizace
Po prodeji do Turecka byla plavidla vybavena systémem pro vyhledávání min Minetac a modernizovaným sonarem DUBM 20B.